# Brephos straeleniana
Brephos straeleniana är en fjärilsart som beskrevs av Sergius G. Kiriakoff 1946. Brephos straeleniana ingår i släktet Brephos och familjen nattflyn. Inga underarter finns listade i Catalogue of Life.